# Алимова, Барият Магомедовна
Бария́т Магоме́довна Али́мова (16 ноября 1937, Маджалис, Дагестанская АССР) — российский этнограф, доктор исторических наук, старший научный сотрудник отдела этнографии ДНЦ РАН.

## Биография
Родилась 16 ноября 1937 в Маджалисе (Кайтагский район). По национальности — кумычка. Окончила Московский государственный институт культуры. Работала методисткой в Доме народного творчества Министерства культуры Дагестана и режиссёром в Даградиокомитете, ныне старший научный сотрудник ИИАЭ ДНЦ РАН.

## Научная деятельность
В 1977 г. защитила кандидатскую диссертацию по истории на тему «Брак и свадебные обычаи кумыков в прошлом и настоящем (конец XIX-XX веков.)», докторскую в 2003 г. на тему «Пища и культура питания тюркоязычных народов Дагестана в XIX — нач. XX вв.».
Автор 171 научных публикаций, из них 11 монографий, в том числе:
- Пища и культура питания тюркоязычных народов Дагестана в XIX — нач. XX в. Махачкала, 2005.,
- Этнокультурные взаимодействия в материальной культуре южных кумыков и дагестанских азербайджанцев (XIX—XX вв.). Махачкала, 2007[1].

## Награды и премии
- Заслуженный деятель науки РД (2006);
- грамота Президиумов РАН, ДНЦ РАН и ИИАЭ;
- медаль «За доблестный труд»[1].